# Актаська селищна адміністрація (Саранська міська адміністрація)
Акта́ська селищна адміністрація (каз. Ақтас кенттік әкімдігі, рос. Актасская поселковая администрация) — адміністративна одиниця у складі Саранської міської адміністрації Карагандинської області Казахстану. Адміністративний центр — селище Актас.
Населення — 8947 осіб (2021; 8252 у 2009, 9260 у 1999, 14272 у 1989).